# Geon gon kwan
Geon gon Kwan é uma forma de arte marcial coreana desenvolvida com preceitos Taoístas, usando movimentos circulares e direcionando a força do oponente contra ele mesmo. Geon Gon Kwan quer dizer Escola do Céu e da Terra.
Escola é uma derivação do HKD, baseada na visão do Sabonim 새 집 Sae Jib agregando HKD e Judô escola Yanaguimori. 

## O significado do nome
Geon  (건 ☰; geon (건; 乾))=Céu (天),Primavera(春),Leste(東),Virtude(仁)
Gon   (곤 ☷; gon (곤; 坤))=Terra (地),Verão(夏),oeste(西),Justiça(義)
Kwan  (관 Escola)

## Princípio ou regra de ouro
"Não adquira vínculo"
결혼하지 마십시오

gyeolhonhaji masibsio